# وارشا بولاما
وارشا بولاما (به انگلیسی: Varsha Bollamma) بازیگر هندی در فیلم‌های تامیل، مالایالام و تلوگو است. او اولین بار در فیلم تامیل (ساتوران) (۲۰۱۵) ظاهر شد. از کارهای وی می‌توان  من هم بد هستم (Yaanum Theeyavan) (۲۰۱۷) ، ازدواج(۲۰۱۸) و سیماتورایی(۲۰۱۸) اشاره کرد.

## حرفه
بولاما در ابتدا با فیلمهای لبخوانی از گفتگوی نازریه ناظم در راجا رانی مشهور شد. او در بیگیل (۲۰۱۹) به عنوان بازیکن فوتبال بازی کرد.

## فیلم‌شناسی
| سال  | عنوان                   | نقش(ها) | زبان‌ها)  | Ref.   |
| ---- | ----------------------- | ------- | -------- | ------ |
| ۲۰۱۵ | ساتوران                 | جانانی  | تامیل    | [ ۵ ]  |
| ۲۰۱۶ | وتریول                  | سابها   | تامیل    | [ ۶ ]  |
| ۲۰۱۷ | ایوان یارندرو تریکیراتا | ساویتری | تامیل    | [ ۷ ]  |
| ۲۰۱۷ | یاانوم تی یوان          | سومیا   | تامیل    | [ ۸ ]  |
| ۲۰۱۸ | کلیانام                 | شری     | مالایالم | [ ۹ ]  |
| ۲۰۱۸ | ماندارام                | چارو    | مالایالم | [ ۱۰ ] |
| ۲۰۱۸ | ۹۶                      | پرابا   | تامیل    | [ ۱۱ ] |
| ۲۰۱۸ | سیماتورایی              | پورانی  | تامیل    | [ ۱۲ ] |
| ۲۰۱۹ | پتیکادای                | تانگام  | تامیل    | [ ۱۳ ] |
| ۲۰۱۹ | مرد شیاد                | آسواتی  | مالایالم | [ ۱۴ ] |
| ۲۰۱۹ | بیگیل                   | گایاتری | تامیل    | [ ۱۵ ] |
| ۲۰۲۰ | چوسی چودانگانه          | شروتی   | تلوگو    | [ ۱۶ ] |
| ۲۰۲۰ | جانو                    | پرابا   | تلوگو    | [ ۱۷ ] |
| ۲۰۲۰ | مان شماره ۱۳            |         | کانادا   | [ ۱۸ ] |
| ۲۰۲۰ | ملودی‌های طبقه متوسط     | ساندیا  | تلوگو    | [ ۱۹ ] |